# ليشيك أولزوسكي
ليشيك أولزوسكي (بالبولندية: Leszek Olszewski)‏ (مواليد 18 مارس 1969) هو ملاكم بولندي، مثّل بلاده في الألعاب الأولمبية الصيفية 1992.

## روابط خارجية
ليشيك أولزوسكي على موقع أوليمبيديا (الإنجليزية)
- ليشيك أولزوسكي على موقع اللجنة الأولمبية البولندية (مؤرشف) (البولندية)